# Rancio Valcuvia
Rancio Valcuvia (Rànsc in dialetto varesotto, AFI: [ˈrãːʃ], e semplicemente Rancio fino al 1863) è un comune italiano di 907 abitanti della provincia di Varese in Lombardia. Il paese è composto da due nuclei principali: il centro storico di Rancio, sito a quota lievemente più elevata, che ospita la sede comunale e la scuola, e più in basso la piccola frazione di Cantevria, separata dal resto del paese dalla Strada statale 394 del Verbano Orientale, che corre a fondovalle, e dal torrente che vi scorre accanto.

## Storia

### Simboli
Lo stemma comunale e il gonfalone sono stati concessi con decreto del presidente della Repubblica del 24 maggio 1959.
Il gonfalone è un drappo di azzurro con ricami in argento, caricato dell'arma sopra descritta.

## Società

### Evoluzione demografica
- 370 nel 1751
- 481 nel 1805
- annessione a Cuvio nel 1809
- scissione da Cuvio e ripristino della sede comunale, in unione con Cassano, Ferrera, Masciago, Bedero e Brinzio nel 1812; i singoli comuni vengono ripristinati nel 1816.
- 656 nel 1853

Abitanti censiti

## Economia

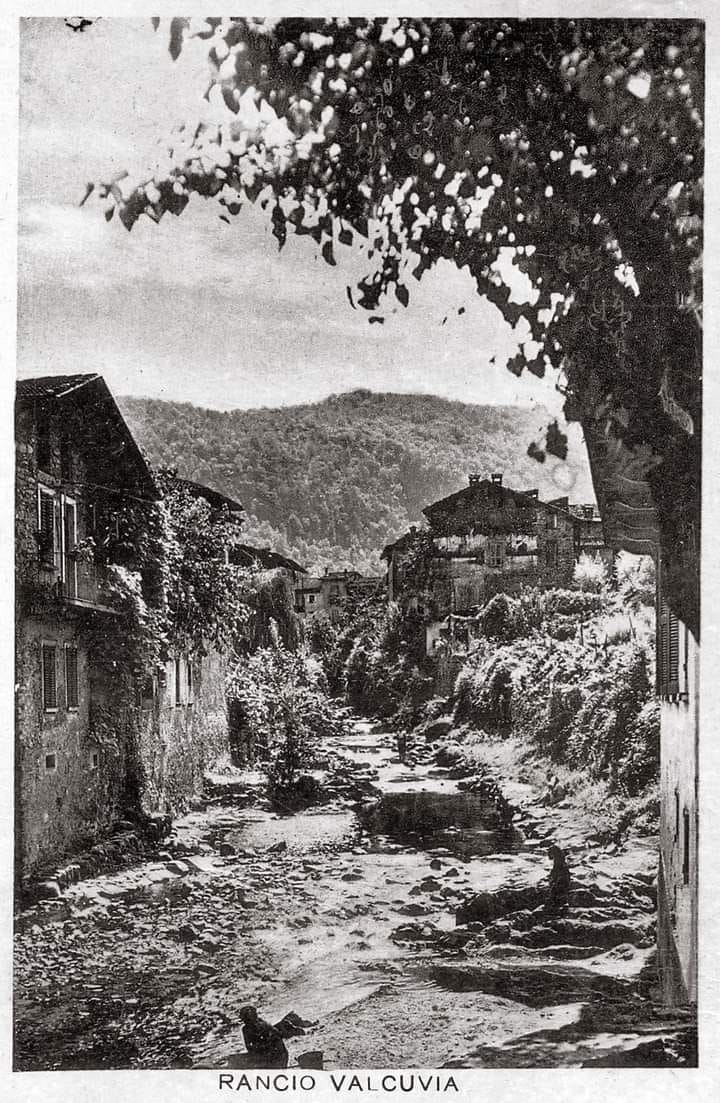
Vista sul torrente Rancina dal ponte di via Cavour nel primo '900

A Rancio, lungo la statale 394, aveva sede la Torcitura di Rancio, una industria della trasformazione tessile, per tanti anni partecipazione paritetica (joint venture) tra la Montefibre, interessata alla trasformazione dei propri filati, e il gruppo Ratti, interessato agli aspetti meccanotessili come banco di prova dei propri macchinari da esportare anche all'estero.
Il capannone dell'ex torcitura, utilizzato nell'autunno 2022 come set cinematografico per il film horror "Inverno", è stato infine acqusito dall'azienda Cumdi di Germignaga, attiva nel settore degli attrezzi per foratura e delle componenti per utensileria, nell'ottica di un potenziamento delle proprie capacità produttive.
Dal 1978 al 2018 ha inoltre operato nel comune la società alimentare A-27, specializzata nella produzione di dessert confezionati, poi rilevata dal gruppo svizzero Emmy, che ha infine deciso di dismettere il capannone di Rancio per spostare la produzione nella nuova sede di Gattico, in provincia di Novara.

## Monumenti e luoghi di interesse
Sulle facciate delle abitazioni, sia a Rancio che a Cantevria, sono presenti numerosi affreschi votivi, a testimoninza di una cultura popolare profondamente legata alla fede cattolica e al culto dei santi.

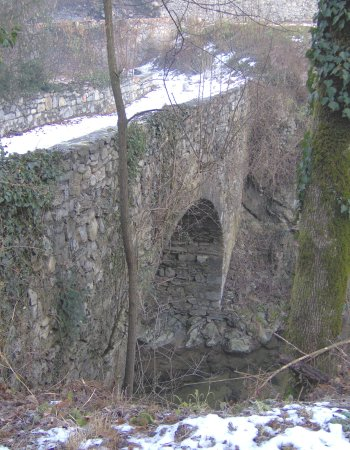
Ponte romanico sul torrente Rancina

Ai margini del paese sorge un antico ponte in stile romanico che scavalca il torrente Rancina.

## Infrastrutture e trasporti
Posta lungo la strada statale 394 del Verbano Orientale, fra il 1914 e il 1949 Rancio era servita da una fermata della tranvia della Valcuvia, che transitava lungo tale arteria stradale. Il territorio comunale è interessato dal percorso della pista ciclopedonale che da Luino si snoda fino a Cuveglio e che, una volta completata, attraverserà l'intera valle fino a Cittiglio.
Da aprile 2021 a marzo 2022, ai margini del territorio comunale, ha operato uno dei principali centri attivati nel territorio di competenza dell'ATS Insubria per la somministrazione dei vaccini contro il covid-19, causando un momentaneo ma significativo incremento del traffico veicolare nell'area, senza che tuttavia si registrassero eccessivi disagi per la viabilità locale.

## Sport

### Calcio
La società calcistica comunale è il Rancio, la cui esistenza si è interamente dipanata nelle divisioni dilettantistiche a carattere provinciale e regionale.